# 마리 길라르
마리 길라르(Marie Guillard, 1972년 6월 20일 ~ )는 프랑스의 배우이다.

## 출연 작품
- 러브 크라임 (2010)
- 어썰트 (2010)
- 크리살리스 (2007)
- 카운터 언커리 (2007)
- 포디움 (2004)
- 더 코드 (2002)
- 모두를 위한 하나 (1999, Une pour toutes)
- 비지터 2 (1998)
- 제5원소 (1997)
- 라이어 (1996)
- 식스 데이 식스 나잇 (1994, À la folie)
- 네프 므와 (1994)